# Política Nacional sobre Mudança Climática

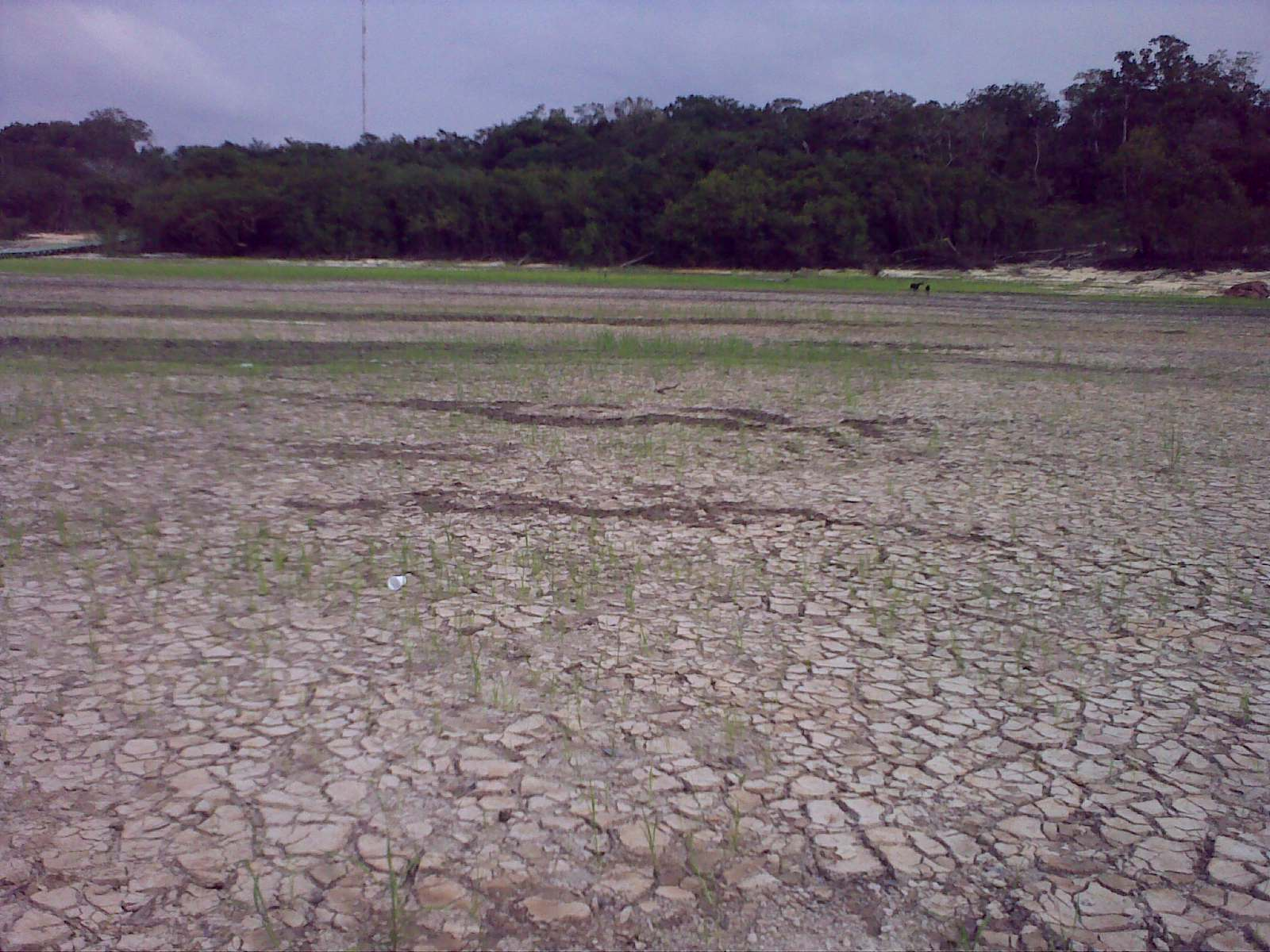
Mudanças climáticas: rio Negro durante a seca de 2010 que assolou a Amazônia brasileira.

A política nacional sobre mudança climática no Brasil, é representada pelo Plano Nacional sobre Mudança do Clima (Plano Clima), que é uma política ambiental, ainda em fase de elaboração pelo governo Lula, com previsão de ser apresentado em 2025. Todavia, teve uma versão anterior em 2008, com metas até 2020.

## Antecedentes
Apresentado em 1º de dezembro de 2008, o primeiro Plano Nacional sobre Mudança do Clima visava "incentivar o desenvolvimento e aprimoramento de ações de mitigação no Brasil, colaborando com o esforço mundial de redução das emissões de gases de efeito estufa", bem como criar condições para "para lidar com os impactos das mudanças climáticas globais". O Plano estava estruturado em quatro eixos:
- Oportunidades de mitigação: medidas a serem adotadas para reduzir as emissões de gases de efeito estufa, nos setores de energia, transportes, edificações, indústria, agrícola, silvicultura e resíduos;[2]
- Impactos vulnerabilidades, e adaptação:;
- Pesquisa e desenvolvimento;
- Educação, capacitação e comunicação.

Dentre seus principais objetivos, estavam:
1. Reduzir as emissões de gases de efeito estufa gerados no Brasil, e preparar a sociedade para os impactos provocados pela mudança climática;
2. Melhorar o desempenho dos setores da economia visando as melhores práticas;
3. Manter elevada a participação de energia renovável na matriz elétrica brasileira;
4. Aumentar a participação de biocombustíveis renováveis na matriz de transportes nacional;
5. Buscar a redução das taxas de desmatamento em todos os biomas, até se chegar ao desmatamento ilegal zero;
6. Eliminar a perda líquida de cobertura vegetal até 2015;
7. Fortalecer ações intersetoriais voltadas para reduzir vulnerabilidades das populações;
8. Buscar identificar os impactos ambientais criados pela mudança climática, e traçar uma estratégia para reduzir os custos socioeconômicos de adaptação do país.

Uma das propostas para reduzir a emissão dos gases de efeito estufa, foi a de um corte de 80% no desmatamento na Amazônia até 2020. No vencimento do prazo, contudo, com as políticas ambientais sob ataque no governo Bolsonaro, esta foi uma das metas cujo cumprimento esteve muito longe do objetivo pretendido.

## Novo Plano Clima
O novo Plano Clima tem um planejamento de médio prazo até 2035, com avaliações a serem realizadas a cada quatro anos. Através do documento, o Brasil irá reafirmar o seu compromisso de, já em 2025, reduzir em 48,4% a emissão de gases de efeito estufa em comparação com 2005, chegando a uma redução de 53,1% em 2030; em 2050, o objetivo é atingir a neutralidade climática (emissões líquidas zero).
A redução na emissão nos gases de efeito estufa, é considerada primordial pelos cientistas para lidar com a questão do aquecimento global, cujos efeitos irão afetar de modo mais intenso as populações mais vulneráveis (como as secas extremas vivenciadas na Amazônia em fins de 2023, e as enchentes catastróficas no Rio Grande do Sul em 2024). No Brasil, as emissões são produzidas principalmente através do desmatamento e da agropecuária, com o uso de fertilizantes nitrogenados e pelo processo digestivo do gado (fermentação entérica).

## Governança climática
No Brasil, a governança climática a nível federal é exercida pelo Comitê Interministerial sobre Mudança do Clima (CIM), criado pelo Decreto Nº 11.550, de 5 de junho de 2023. Este Comitê é administrado pela Casa Civil da Presidência da República, e é composto por 18 ministérios. Dele também participam representantes da Rede Clima e do Fórum Brasileiro de Mudança do Clima, mas sem direito a voto. A secretaria executiva é exercida pela Secretaria Nacional de Mudança do Clima do Ministério do Meio Ambiente e Mudança do Clima (MMA), o qual recebeu em janeiro de 2023 o termo "mudança do clima" justamente para ressaltar a importância da questão.